# Лобановское сельское поселение (Крым)
Лобановское се́льское поселе́ние (укр. Лобанівське сільське́ посе́лення, крымскотат. Cadra köy yurtu, Джадра кой юрту) — муниципальное образование в Джанкойском районе Республики Крым России.
Административный центр — село Лобаново.

## География
Расположено в западной части Джанкойского района, в степной зоне полуострова. 

## История
В советское время, до 1926 года, был образован Лобановский сельский совет.
Статус и границы сельского поселения установлены Законом Республики Крым от 5 июня 2014 года № 15-ЗРК «Об установлении границ муниципальных образований и статусе муниципальных образований в Республике Крым».

## Население
| 2001  | 2014  | 2015  | 2016  | 2017  | 2018  | 2019  |
| ----- | ----- | ----- | ----- | ----- | ----- | ----- |
| 3027  | ↘2633 | ↗2638 | ↘2626 | ↘2611 | ↘2578 | ↘2543 |
| 2020  | 2021  |       |       |       |       |       |
| ↗2544 | ↘2488 |       |       |       |       |       |

## Состав сельского поселения
| № | Населённый пункт | Тип населённого пункта       | Население |
| - | ---------------- | ---------------------------- | --------- |
| 1 | Жилино           | село                         | ↘426      |
| 2 | Лобаново         | село, административный центр | ↘1402     |
| 3 | Марьино          | село                         | ↘631      |
| 4 | Орденоносное     | село                         | ↘84       |
| 5 | Ясное            | посёлок                      | ↘90       |